# Vice-président du Népal
Le vice-président du Népal (en népalais : नेपालको उपराष्ट्रपति, Nēpālako uparāṣṭrapati) a pour objectif d'assister le président, depuis l'abolition de la monarchie népalaise en mai 2008. L'actuel vice-président du Népal est Ram Sahaya Yadav.

## Histoire
En vertu de la Constitution intérimaire adoptée en janvier 2007, tous les pouvoirs de gouvernance ont été retirés au roi du Népal, et l'Assemblée constituante népalaise élue lors de l'élection de l'Assemblée constituante népalaise de 2008 devait décider lors de sa première réunion de maintenir la monarchie ou de déclarer la république. Le 28 mai 2008, l'Assemblée constituante vote l'abolition de la monarchie. Le vice-président doit être officiellement appelé « Son Excellence ».
Le cinquième amendement à la Constitution provisoire établissait que le président, le vice-président, le premier ministre ainsi que le président et le vice-président de l'Assemblée constituante seraient tous élus sur la base d'une « entente politique ». Cependant, s'il n'y en avait pas, ils pourraient être élus à la majorité simple.
La première élection a été l'élection présidentielle népalaise de 2008. Les partis ne sont pas parvenus à s'entendre sur les candidats à la présidence ou pour la vice-présidence, une élection a donc eu lieu. Paramanand Jha du Forum Madhesi Janadhikar a été élu avec le soutien du Congrès népalais et du Parti communiste du Népal (marxiste-léniniste unifié).

## Liste des vice-présidents
| No | Portrait         | Titulaire (Naissance-mort)    | Élection  | Mandat          | Mandat          | Mandat                    | Parti politique | Parti politique | Président           |
| No | Portrait         | Titulaire (Naissance-mort)    | Élection  | Début           | Fin             | Durée                     | Parti politique | Parti politique | Président           |
| -- | ---------------- | ----------------------------- | --------- | --------------- | --------------- | ------------------------- | --------------- | --------------- | ------------------- |
| 1  | Paramanand Jha   | Paramanand Jha (né en 1944)   | 2008      | 23 juillet 2008 | 31 octobre 2015 | 7 ans, 3 mois et 8 jours  |                 | MJFN            | Ram Baran Yadav     |
| 2  | Nanda Kishor Pun | Nanda Kishor Pun (né en 1966) | 2015 2018 | 31 octobre 2015 | 20 mars 2023    | 7 ans, 4 mois et 17 jours |                 | CPN (UML)       | Bidya Devi Bhandari |
| 3  | Ram Sahaya Yadav | Ram Sahaya Yadav (né en 1971) | 2023      | 20 mars 2023    | en cours        | 1 an, 11 mois et 22 jours |                 | PSP-N           | Ram Chandra Poudel  |